# 多尼戈爾
多尼戈爾（Donegal）是愛爾蘭的一座城鎮，位於阿爾斯特省多尼戈爾郡。人口2,749人。

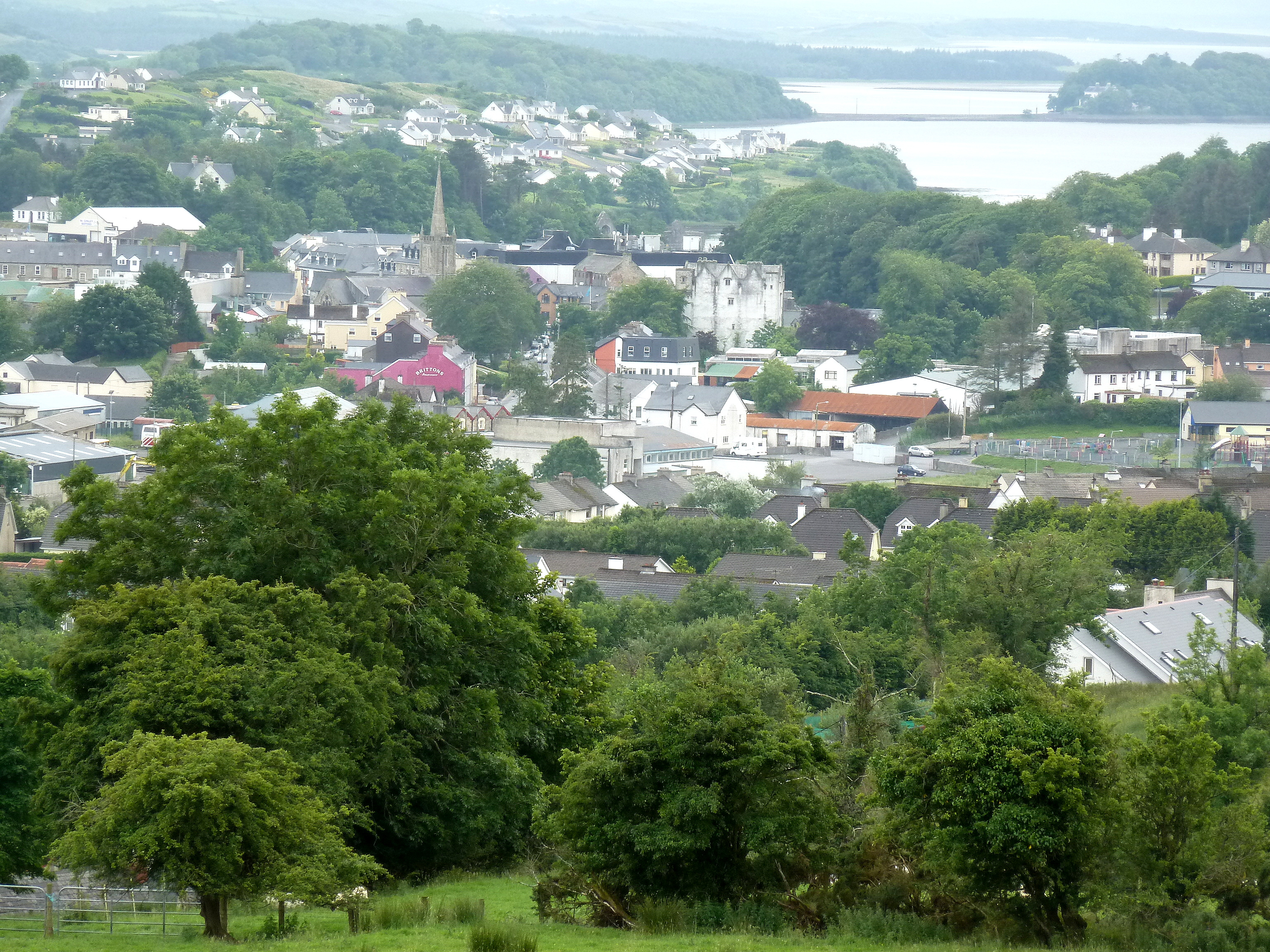
多尼戈爾

多尼戈爾座落於同名海灣的東北端，是埃斯克河注入海灣的入口。城鎮中心的多尼戈爾城堡，在過去是歐唐納家族的權力中心。